# NGC 699
NGC 699 è una galassia a spirale vista di taglio, situata nella costellazione della Balena a una distanza di circa 252 milioni di anni luce dalla nostra Via Lattea.

## Scoperta
NGC 699 è stata scoperta nel 1886 dall'astronomo statunitense Frank Muller.

## Descrizione
NGC 699 ha una classe di luminosità II-III e presenta una larga riga a 21 cm dell'idrogeno neutro. Nella galassia sono presenti anche regioni di idrogeno ionizzato.